# The Great Momentum
The Great Momentum — девятый студийный альбом австрийской симфо-метал-группы Edenbridge. Он был выпущен 17 февраля 2017 года на лейбле SPV. Басист Вольфганг Ротбауэр покинул группу в 2016 году, поэтому Ланвалль исполнил партии бас-гитары при записи этого альбома. Барабанщик Макс Пойнтнер также ушел в 2016 году, его заменил новый барабанщик Йоханнес Юнгрейтмайер.

## Отзывы критиков
| Оценки критиков    | Оценки критиков |
| Источник           | Оценка          |
| ------------------ | --------------- |
| Metal Hammer Italy | 64/100          |
| Metal.de           | 7/10            |
| Powermetal.de      | 9/10            |
| Rock Hard          | 6.5/10          |
| Soundi             | [ 6 ]           |
| Soundscape         | 5/10            |
| Всеволод Баронин   | без оценки      |

The Great Momentum получил неоднозначные отзывы профессиональных критиков. Хотя немецкий журнал Sonic Seducer очень положительно отозвался о продюсировании альбома, музыкальном разнообразии и дебюте барабанщика Юнгрейтмайера, итальянское издание Metal Hammer назвало альбом «почти разочаровывающим». Рецензент написал, что пластинка была далека от качества предыдущих релизов, таких как The Bonding. Согласно журналу Soundscape, в песнях было «не так много разнообразия», и альбом не содержал никаких новых идей.
The Great Momentum достиг 82-й позиции в немецких альбомных чартах, став вторым альбомом группы, попавшим в чарты Германии.

## Список композиций
Слова и музыка всех песен — Ланвалль. Треки 2, 4, 6, 7 и 8 также написаны Сабиной Эдельсбахер..
| №                   | Название                   | Длительность |
| ------------------- | -------------------------- | ------------ |
| 1.                  | «Shiantara»                | 5:51         |
| 2.                  | «The Die Is Not Cast»      | 5:14         |
| 3.                  | «The Moment Is Now»        | 4:23         |
| 4.                  | «Until the End of Time»    | 4:35         |
| 5.                  | «The Visitor»              | 5:53         |
| 6.                  | «Return to Grace»          | 5:13         |
| 7.                  | «Only a Whiff of Life»     | 3:45         |
| 8.                  | «A Turnaround in Art»      | 7:30         |
| 9.                  | «The Greatest Gift of All» | 12:16        |
| Общая длительность: | Общая длительность:        | 54:40        |

Альбом также содержит бонус-диск с инструментальными версиями всех треков.

## Участники записи
Edenbridge
- Сабина Эдельсбахер — вокал
- Ланвалль — соло- и ритм-гитары, бас-гитара, клавишные, фортепиано, акустические гитары, цимбалы, бузуки
- Доминик Себастьян — соло- и ритм-гитары
- Йоханнес Юнгрейтмайер — ударные

Приглашенные музыканты
- Эрик Мартенссон — ведущий вокал в «Until the End of Time»
- Томас Штрублер — бэк-вокал и хоры
- Александр «LX» Коллер — бэк-вокал на «The Die Is Not Cast» и «The Greatest Gift Of All»
- Молодёжный филармонический оркестр Фрайштадта

Производство
- Ланвалль — продюсер, музыка, вокальные мелодии, оркестровая аранжировка, оркестровая партитура, запись, запись ударных, сведение, запись оркестра
- Барабаны, записанные Фрэнком Питтерсом и Ланваллем
- Записи ударных при содействии Антона Конрата
- Оркестр, записанный Маттиасом Кронштайнером и Ланваллом
- Сведение — Карл Грум
- Мастеринг выполнен Микой Юссилой в Finnvox Studios
- Дизайн обложки — Энтони Кларксон
- Дизайн обложки и макета — Йоханнес Юнгрейтмайер